# Saint-Georges-le-Gaultier
Saint-Georges-le-Gaultier è un comune francese di 560 abitanti situato nel dipartimento della Sarthe nella regione dei Paesi della Loira.

## Società

### Evoluzione demografica
Abitanti censiti